# Motor Lublin (piłka nożna) w sezonie 2010/2011
Sezon 2010/2011 był dla Motoru Lublin 23. sezonem na trzecim szczeblu ligowym. W trzydziestu czterech rozegranych spotkaniach, Motor zdobył 29 punktów i zajął spadkowe 16. miejsce w tabeli grupy wschodniej II ligi.

## Przebieg sezonu
Po spadku z I ligi ze względu na długi sięgające 1,7 miliona złotych, klub zmuszony był wykupić licencję na występy w II lidze od mistrza III ligi lubelsko-podkarpackiej – Spartakusa Szarowola. W lipcu trenerem Motoru został Bohdan Bławacki. Sezon Motor Lublin rozpoczął od przegranej z Resovią. Gospodarzem w tym spotkaniu był Motor, jednak z powodu remontu stadionu przy al. Zygmuntowskich, mecz został rozegrany w Rzeszowie. W październiku nowym szkoleniowcem zespołu został Tadeusz Łapa.
W przerwie zimowej do zespołu przybyli między innymi Piotr Prędota (poprz. Pogoń Szczecin), Adrian Ligienza (wyp. z Wisły Kraków), Sergio Batata (poprz. Kotwica Kołobrzeg i Rafał Niżnik (poprz. Górnik Łęczna). 20 maja 2011 na pięć kolejek przed końcem zdymisjowanego trenera Łapę zastąpił Modest Boguszewski.
Ostatecznie Motor zajął 16. spadkowe miejsce, jednak utrzymał się w II lidze ze względu na rezygnację z awansu mistrza III ligi podlasko-warmińsko-mazurskiej Olimpii Zambrów, niezłożeniu wniosku licencyjnego w terminie przez Ruch Wysokie Mazowieckie i wycofanie się z rozgrywek GLKS-u Nadarzyn.

## Tabela II ligi
| Poz | Klub                      | M  | Pkt | Bz | Bs |
| --- | ------------------------- | -- | --- | -- | -- |
| 1.  | Olimpia Elbląg            | 34 | 61  | 39 | 25 |
| 2.  | Wisła Płock               | 34 | 60  | 61 | 39 |
| 3.  | Świt Nowy Dwór Mazowiecki | 34 | 60  | 42 | 26 |
| 4.  | Okocimski Brzesko         | 34 | 59  | 42 | 27 |
| 5.  | OKS 1945 Olsztyn          | 34 | 53  | 43 | 34 |
| 6.  | Znicz Pruszków            | 34 | 52  | 46 | 36 |
| 7.  | Stal Stalowa Wola         | 34 | 50  | 32 | 25 |
| 8.  | Stal Rzeszów              | 34 | 48  | 55 | 46 |
| 9.  | Jeziorak Iława            | 34 | 46  | 39 | 39 |
| 10. | Resovia                   | 34 | 46  | 31 | 24 |
| 11. | Sokół Sokółka             | 34 | 41  | 33 | 38 |
| 12. | Wigry Suwałki             | 34 | 41  | 38 | 38 |
| 13. | Pelikan Łowicz            | 34 | 39  | 35 | 34 |
| 14. | GLKS Nadarzyn             | 34 | 39  | 29 | 39 |
| 15. | Ruch Wysokie Mazowieckie  | 34 | 38  | 34 | 55 |
| 16. | Motor Lublin              | 34 | 29  | 25 | 51 |
| 17. | Puszcza Niepołomice       | 34 | 26  | 31 | 47 |
| 18. | Start Otwock              | 34 | 24  | 37 | 69 |

## Mecze ligowe w sezonie 2010/2011
| Data                 | Przeciwnik                | D/W | Miejsce                         | Wynik M/P | Strzelcy                             | Widzów | Źródło |
| -------------------- | ------------------------- | --- | ------------------------------- | --------- | ------------------------------------ | ------ | ------ |
|                      |                           |     |                                 |           |                                      |        |        |
| RUNDA JESIENNA       |                           |     |                                 |           |                                      |        |        |
|                      |                           |     |                                 |           |                                      |        |        |
| 31 lipca 2010        | Resovia                   | D   | Rzeszów                         | 0:2       |                                      | 1200   | [ 11 ] |
| 8 sierpnia 2010      | GLKS Nadarzyn             | W   | Stadion Znicza                  | 1:2       | Fundakowski 7'                       | 700    | [ 12 ] |
| 14 sierpnia 2010     | Wigry Suwałki             | W   | Stadion Miejski w Suwałkach     | 2:2       | Młynarski 33', Fundakowski 65'       | 800    | [ 13 ] |
| 15 września 2010     | Sokół Sokółka             | W   | Stadion przy al. Zygmuntowskich | 0:1       |                                      | 500    | [ 14 ] |
| 21 sierpnia 2010     | Puszcza Niepołomice       | W   | Niepołomice                     | 1:0       | Temeriwśkyj 67'                      | 500    | [ 15 ] |
| 28 sierpnia 2010     | Pelikan Łowicz            | D   | Stadion przy al. Zygmuntowskich | 0:1       |                                      | 500    | [ 16 ] |
| 4 września 2010      | Start Otwock              | W   | Stadion Startu                  | 0:4       |                                      | 400    | [ 17 ] |
| 11 września 2010     | Ruch Wysokie Mazowieckie  | D   | Stadion przy al. Zygmuntowskich | 1:1       | Droździel 28'                        | 700    | [ 18 ] |
| 18 września 2010     | Jeziorak Iława            | W   | Stadion Jezioraka               | 0:2       |                                      | 1200   | [ 19 ] |
| 25 września 2010     | Stal Rzeszów              | D   | Stadion przy al. Zygmuntowskich | 0:2       |                                      |        | [ 20 ] |
| 3 października 2010  | Znicz Pruszków            | W   | Stadion Znicza                  | 1:1       | Popławski 23'                        |        | [ 21 ] |
| 9 października 2010  | Okocimski Brzesko         | D   | Stadion przy al. Zygmuntowskich | 0:3       |                                      |        | [ 22 ] |
| 16 października 2010 | Wisła Płock               | W   | Stadion Wisły                   | 0:2       |                                      | 1000   | [ 23 ] |
| 23 października 2010 | Świt Nowy Dwór Mazowiecki | D   | Stadion przy al. Zygmuntowskich | 0:2       |                                      | 400    | [ 24 ] |
| 30 października 2010 | Olimpia Elbląg            | W   | Stadion Olimpii                 | 0:0       |                                      | 600    | [ 25 ] |
| 6 listopada 2010     | OKS 1945 Olsztyn          | D   | Stadion przy al. Zygmuntowskich | 1:0       | Bortniczuk 54'                       | 600    | [ 26 ] |
| 13 listopada 2010    | Stal Stalowa Wola         | W   | Stadion Stali                   | 1:2       | Kycko 26'                            | 1200   | [ 27 ] |
|                      |                           |     |                                 |           |                                      |        |        |
| RUNDA WIOSENNA       |                           |     |                                 |           |                                      |        |        |
|                      |                           |     |                                 |           |                                      |        |        |
| 19 marca 2011        | Wigry Suwałki             | D   | Stadion przy al. Zygmuntowskich | 1:1       | Wójcik 54'                           | 600    | [ 28 ] |
| 26 marca 2011        | Sokół Sokółka             | W   | Sokółka                         | 1:2       | Kycko 75'                            | 200    | [ 29 ] |
| 2 kwietnia 2011      | Puszcza Niepołomice       | D   | Stadion przy al. Zygmuntowskich | 2:0       | Prędota 73', Temeriwśkij 90'         | 500    | [ 30 ] |
| 6 kwietnia 2011      | Resovia                   | W   | Rzeszów                         | 0:0       |                                      | 1600   | [ 31 ] |
| 10 kwietnia 2011     | Pelikan Łowicz            | W   | Łowicz                          | 2:0       | Prędota 71', Niżnik 83'              | 700    | [ 32 ] |
| 13 kwietnia 2011     | GLKS Nadarzyn             | D   | Stadion przy al. Zygmuntowskich | 0:1       |                                      | 700    | [ 33 ] |
| 16 kwietnia 2011     | Start Otwock              | D   | Stadion przy al. Zygmuntowskich | 2:1       | Wojdyga 30', Żmuda 76'               | 700    | [ 34 ] |
| 22 kwietnia 2011     | Ruch Wysokie Mazowieckie  | W   | Stadion Ruchu                   | 1:0       | Niżnik 44'                           | 200    | [ 35 ] |
| 30 kwietnia 2011     | Jeziorak Iława            | D   | Stadion przy al. Zygmuntowskich | 3:3       | Niżnik 23' (k), 27' (k), Prędota 60' | 1000   | [ 36 ] |
| 7 maja 2011          | Stal Rzeszów              | W   | Stadion Stali                   | 1:3       | Ligienza 43'                         | 1000   | [ 37 ] |
| 11 maja 2011         | Znicz Pruszków            | D   | Stadion przy al. Zygmuntowskich | 1:1       | Prędota 6'                           |        | [ 38 ] |
| 15 maja 2011         | Okocimski Brzesko         | W   | Brzesko                         | 0:2       |                                      |        | [ 39 ] |
| 21 maja 2011         | Wisła Płock               | D   | Stadion przy al. Zygmuntowskich | 0:3       |                                      | 800    | [ 40 ] |
| 25 maja 2011         | Świt Nowy Dwór Mazowiecki | W   | Stadion Świtu                   | 0:1       |                                      |        | [ 41 ] |
| 28 maja 2011         | Olimpia Elbląg            | D   | Stadion przy al. Zygmuntowskich | 0:2       |                                      | 400    | [ 42 ] |
| 5 czerwca 2011       | OKS 1945 Olsztyn          | W   | Stadion OKS-u                   | 1:4       | Bortniczuk 54'                       |        | [ 43 ] |
| 12 czerwca 2011      | Stal Stalowa Wola         | D   | Stadion przy al. Zygmuntowskich | 2:0       | Temeriwśkyj 30', 57'                 |        | [ 44 ] |

## Puchar Polski na szczeblu centralnym
Ze względu na remont stadionu przy al. Zygmuntowskich mecz rundy przedwstępnej Pucharu Polski Motoru ze Stalą Rzeszów miał odbyć się 25 lipca 2010 na stadionie w Poniatowej na co przystał Wydział Gier PZPN, jednak zgody na jego rozerganie nie wyraziła policja. W efeckie Motor został ukarany walkowerem.
| Data | Runda        | Przeciwnik   | D/W | Miejsce | Wynik M/P  | Strzelcy | Źródło |
| ---- | ------------ | ------------ | --- | ------- | ---------- | -------- | ------ |
|      | przedwstępna | Stal Rzeszów |     |         | 0:3 (w.o.) |          |        |

## Kadra
| Numer      | Zawodnik                   | Data ur.   | Występy        | Bramki         |                |                | Występy        | Bramki         |                |                | Występy   | Bramki    | Poprzedni klub         |
| Numer      | Zawodnik                   | Data ur.   | RUNDA JESIENNA | RUNDA JESIENNA | RUNDA JESIENNA | RUNDA JESIENNA | RUNDA WIOSENNA | RUNDA WIOSENNA | RUNDA WIOSENNA | RUNDA WIOSENNA | SEZON     | SEZON     | Poprzedni klub         |
| Bramkarze  | Bramkarze                  | Bramkarze  | Bramkarze      | Bramkarze      | Bramkarze      | Bramkarze      | Bramkarze      | Bramkarze      | Bramkarze      | Bramkarze      | Bramkarze | Bramkarze | Bramkarze              |
| ---------- | -------------------------- | ---------- | -------------- | -------------- | -------------- | -------------- | -------------- | -------------- | -------------- | -------------- | --------- | --------- | ---------------------- |
| 1          | Przemysław Mierzwa         | 4.04.1978  | 4              |                |                |                | 17             |                | 2              |                | 21        |           | Wisła Płock            |
| 1          | Kamil Styżej               | 23.12.1994 | 7              |                | 2              |                | —              | —              | —              | —              | 7         |           | Avia Świdnik           |
| 12         | Patryk Dobromirski         | 9.02.1990  | 5              |                |                |                | —              | —              | —              | —              | 5         |           | Roztocze Szczebrzeszyn |
| 25         | Mateusz Oszust             | 17.01.1992 | 1 (1)          |                |                |                | —              | —              | —              | —              | 1 (1)     |           | Orlęta Łuków           |
| Obrońcy    |                            |            |                |                |                |                |                |                |                |                |           |           |                        |
| 2          | Iwan Dykyj                 | 6.07.1984  | 12 (3)         |                | 2              |                | 13 (1)         |                | 1              | 1              | 25 (4)    |           | Spartakus Szarowola    |
| 4          | Grzegorz Krystosiak        | 26.01.1988 | 10 (2)         |                | 2              |                | 4              |                | 1              |                | 14 (2)    |           | Stal Poniatowa         |
| 5          | Sergio Batata              | 22.03.1979 | —              | —              | —              | —              | 17             |                | 2              |                | 17        |           | Kotwica Kołobrzeg      |
| 5          | Tymur Romaneć              | 2.07.1990  | 5 (1)          |                | 3              |                | —              | —              | —              | —              | 5 (1)     |           | Dinamo Bender          |
| 6          | Krzysztof Bodziak          | 9.10.1986  | —              | —              | —              | —              | 11 (1)         |                | 1              |                | 11 (1)    |           | Górnik Łęczna          |
| 6          | Pawło Stadnyćkyj           | 12.04.1984 | 8 (4)          |                | 2              |                | —              | —              | —              | —              | 8 (4)     |           | Spartakus Szarowola    |
| 8          | Łukasz Jankowski           | 26.02.1984 | 13 (1)         |                | 2              |                | —              | —              | —              | —              | 13 (1)    |           | Górnik Łęczna          |
| 15         | Marcin Fiedeń              | 11.04.1987 | 3 (8)          |                | 2              |                | 1 (2)          |                | 1              |                | 4 (10)    |           | Orlęta Radzyń Podlaski |
| 16         | Grzegorz Wojdyga           | 8.08.1987  | 11 (2)         |                | 3              |                | 14             | 1              | 5              | 1              | 25 (2)    | 1         | Polonia Warszawa       |
| 17         | Przemysław Żmuda           | 3.03.1985  | 11             |                |                |                | 17             | 1              | 1              |                | 28        | 1         | Olimpia Grudziądz      |
| 19         | Piot Styżej                | 11.04.1987 | 10 (2)         |                | 2              |                | 4              |                | 1              |                | 14 (2)    |           | Stal Poniatowa         |
| 22         | Ihor Bortniczuk            | 26.01.1988 | 7 (1)          | 1              | 1              |                | 10 (2)         | 1              | 3              |                | 17 (3)    | 2         | Szachtar Nowowołyńsk   |
| Pomocnicy  |                            |            |                |                |                |                |                |                |                |                |           |           |                        |
| 7          | Adrian Ligienza            | 7.04.1991  | —              | —              | —              | —              | 11 (4)         | 1              | 2              |                | 11 (4)    | 1         | Wisła Kraków           |
| 7          | Witalij Melnyczuk          | 3.10.1988  | 4 (5)          |                | 2              |                | —              | —              | —              | —              | 4 (5)     |           | Spartakus Szarowola    |
| 7          | Serhij Czapko              | 24.01.1988 | 2 (4)          |                | 2              |                | —              | —              | —              | —              | 2 (4)     |           | Flota Świnoujście      |
| 9          | Rafał Niżnik               | 11.12.1974 | —              | —              | —              | —              | 17             | 4              | 2              |                | 17        | 4         | Górnik Łęczna          |
| 11         | Ołeksandr Temeriwśkyj      | 17.01.1990 | 13 (3)         | 1              | 3              |                | 4 (8)          | 3              | 1              |                | 17 (11)   | 4         | Spartakus Szarowola    |
| 11         | Marcin Popławski           | 30.09.1980 | 15 (2)         | 1              | 2              |                | —              | —              | —              | —              | 15 (2)    | 1         | Górnik Łęczna          |
| 17         | Mychajło Diaczuk-Stawyćkyj | 1.01.1989  | 8 (5)          |                | 4              |                | —              | —              | —              | —              | 8 (5)     |           | Spartakus Szarowola    |
| 18         | Krystian Wójcik            | 22.08.1989 | 12 (2)         |                | 1              |                | 5 (2)          | 2              |                |                | 17 (4)    | 1         | Górnik Łęczna          |
| 20         | Łukasz Młynarski           | 7.10.1990  | 6 (2)          | 1              | 1              |                | 2 (9)          |                | 3              |                | 8 (11)    | 1         | Orlęta Radzyń Podlaski |
| 24         | Rafał Kycko                | 4.12.1991  | 7 (5)          | 1              |                |                | 7 (7)          | 1              | 3              | 1              | 14 (12)   | 2         | Roztocze Szczebrzeszyn |
| Napastnicy |                            |            |                |                |                |                |                |                |                |                |           |           |                        |
| 10         | Marek Fundakowski          | 18.04.1988 | 13 (1)         | 2              | 4              | 1              | 12 (3)         |                |                | 1              | 25 (4)    | 2         | Hetman Zamość          |
| 14         | Piotr Prędota              | 20.07.1992 | —              | —              | —              | —              | 16             | 4              | 2              |                | 16        | 4         | Pogoń Szczecin         |
| 21         | Sebastian Łętocha          | 10.10.1991 | —              | —              | —              | —              | 6 (4)          |                | 4              | 1              | 6 (4)     |           | Kolejarz Stróże        |
| 21         | Kamil Droździel            | 5.06.1983  | 7 (5)          | 1              | 1              |                | —              | —              | —              | —              | 7 (5)     | 1         | Sparatakus Szarowola   |